# Elektrischer Stuhl

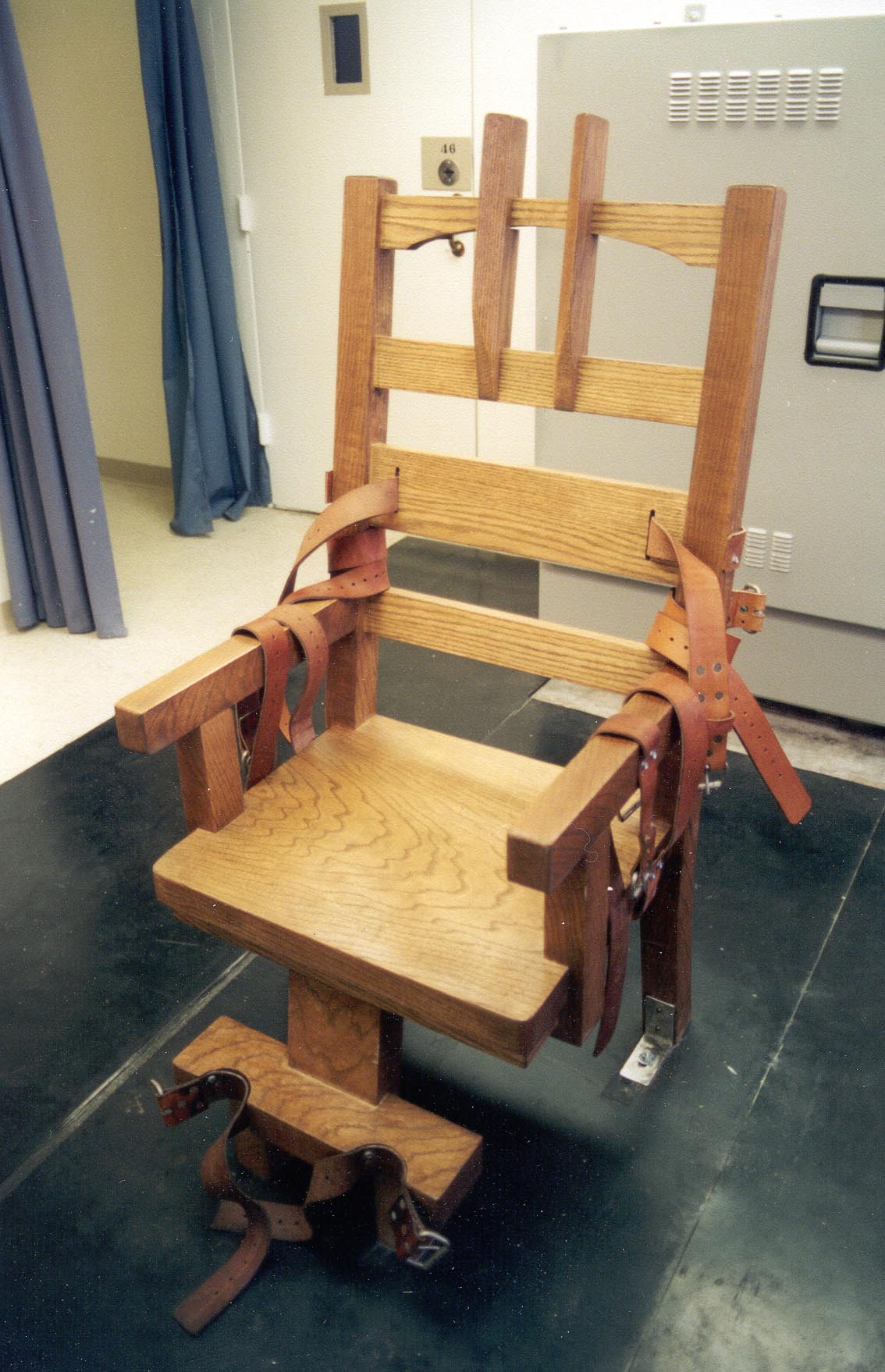
Teil eines elektrischen Stuhls im Florida State Prison

Der elektrische Stuhl ist eine Vorrichtung zur als Elektrokution bezeichneten, in den Vereinigten Staaten von Amerika entwickelten Methode der Hinrichtung eines Menschen durch elektrischen Strom bzw. durch „Elektrisation“ seines Körpers.

## Erfindungsgeschichte
Der elektrische Stuhl wurde von Thomas Alva Edisons Mitarbeiter Harold P. Brown entwickelt. Da Edison sich stark für Browns Arbeit einsetzte, gilt er als Erfinder des elektrischen Stuhls. Edison, der mit Gleichstrom arbeitete, und George Westinghouse, der den Wechselstrom propagierte, lieferten sich damals einen erbitterten Streit darüber, welche Stromart sicherer in der Anwendung sei. Edison versuchte, durch mehrere Tests mit Katzen und Pferden die Gefährlichkeit von Westinghouses Wechselspannung zu belegen.
Im Jahr 1903 ließ Harold P. Brown die Elefantenkuh Topsy, die drei Männer, unter anderem einen ihrer Wärter, getötet hatte, mit Wechselstrom „hinrichten“. Das Tier wurde getötet, indem es mit seinen Füßen auf Metallplatten gestellt und durch Ketten fixiert wurde, bevor Wechselstrom durch die Metallplatten geleitet wurde. Die gelegentlich zu lesende Darstellung, mit dieser Tiertötung habe die Entwicklung des elektrischen Stuhls als Hinrichtungswerkzeug begonnen, ist sachlich falsch. Die erste Hinrichtung eines Menschen durch Wechselstrom hatte 13 Jahre früher stattgefunden (siehe unten).
Der elektrische Stuhl wurde für Wechselstrom entworfen, und Edison schlug den Begriff electrocution oder to westinghouse für die Hinrichtung auf dem elektrischen Stuhl vor. Westinghouse wehrte sich dagegen in einem öffentlichen Prozess, da er um den Ruf seiner Firma bangte. Nach 14 Monaten war die Anhörung vorbei, und Edison durfte den elektrischen Stuhl zum Einsatz für eine Hinrichtung vorbereiten. Die meisten Experimente führten Edison und Brown 1888 in Edisons Laboratorium in West Orange, New Jersey durch.

## Praxisgeschichte

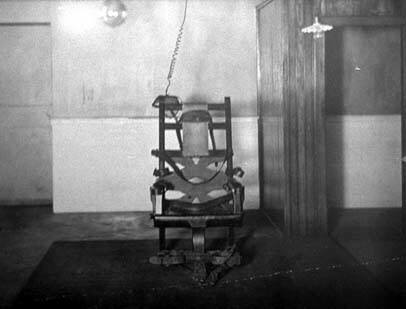
Das erste Exemplar des elektrischen Stuhls, auf dem 1890 William Kemmler starb

Verwendung des elektrischen Stuhls in den US-Bundesstaaten:
Zurzeit neben anderen Methoden als weitere Hinrichtungsart vorgesehen
In der Vergangenheit als Hinrichtungsart angewandt worden
Zu keinem Zeitpunkt als Hinrichtungsart benutzt worden

Die elektrische Hinrichtung wurde am 1. Januar 1889 eingeführt. Im Staat New York trat ein Gesetz in Kraft, das die Hinrichtung von zum Tode verurteilten Verbrechern durch Benutzung des elektrischen Stuhls vorsah. Diese zuvor an Tieren erprobte, gegenüber dem Hängen als „menschlicher“ empfundene Todesart kam im Auburn-Staatsgefängnis im Bundesstaat New York erstmals zum Einsatz. William Kemmler war wegen eines Axtmordes an seiner Freundin zum Tode verurteilt worden und wurde am 6. August 1890 im Auburn Prison durch den State electrician Edwin Davis hingerichtet. Kemmler wurde auf dem präparierten Stuhl festgezurrt und mit jeweils einer Elektrode am Rücken und einer am Kopf verbunden (die Beinelektrode wurde erst später eingeführt). Zunächst wurde eine Spannung von 1000 Volt eingestellt. Nachdem der Strom eingeschaltet worden war, krampfte Kemmler unter starkem Zucken und wand sich vor Schmerzen. Nach 17 Sekunden wurde der Strom erstmals abgeschaltet. Zum Entsetzen der anwesenden Ärzte und Zeugen lebte Kemmler jedoch noch. Der Verurteilte röchelte, keuchte und erbrach sich. Man entschloss sich daher, die Spannung zu verdoppeln und somit auf 2000 Volt zu erhöhen. Erst als der Strom nach weiteren 70 Sekunden abgeschaltet wurde, war der Verurteilte tot.
Die New York Times titelte anschließend: „Weit schlimmer als Hängen.“  Auch George Westinghouse war fassungslos: „They could have done better with an axe“, wird er zitiert („Das hätten sie mit einer Axt besser machen können.“). Als erste Frau wurde Martha M. Place am 20. März 1899 auf dem elektrischen Stuhl hingerichtet. Sie war wegen Mordes an ihrer Stieftochter Ida zum Tode verurteilt worden. Auch sie starb wie zuvor schon William Kemmler durch Edwin Davis als State Electrician.
Der erste elektrische Stuhl in Texas, wie in einigen anderen Staaten der USA „Old Sparky“ genannt, wurde 1924 von einem zum Tode verurteilten Häftling erbaut und war knapp 40 Jahre in Betrieb. Erst 1964 wurde er durch ein moderneres Modell ersetzt. Besonderes Aufsehen erregte der Prozess gegen die der Spionage beschuldigten Ethel und Julius Rosenberg, die am 19. Juni 1953 exekutiert wurden. Die erste Hinrichtung auf dem elektrischen Stuhl nach der Aussetzung der Todesstrafe durch den Obersten Gerichtshof zwischen 1972 und 1976 fand am 25. Mai 1979 statt, als John Arthur Spenkelink im Florida State Prison hingerichtet wurde.
Der letzte Bundesstaat der USA mit dem elektrischen Stuhl als einziger Exekutionsmethode war Nebraska. Allerdings wurde die Methode am 8. Februar 2008 vom obersten Gericht des Staates für verfassungswidrig erklärt, da sie eine besonders „grausame und ungewöhnliche“ Hinrichtungsart sei. Das Gericht begründete weiter: „Es ist das Kennzeichen einer zivilisierten Gesellschaft, dass wir Grausamkeit bestrafen, ohne sie selbst anzuwenden“.
Gleichwohl wenden die Staaten Alabama, Florida und South Carolina diese Methode noch immer an, Arkansas und Oklahoma behalten sie sich vor für den Fall, dass gegenwärtig angewandte Methoden für verfassungswidrig befunden werden. Ähnliches gilt für Tennessee. In Kentucky werden die Todeskandidaten nur noch mit der Giftspritze exekutiert, allerdings können die Verurteilten auf eigenen Wunsch hin auch auf dem elektrischen Stuhl hingerichtet werden, sofern ihr Urteil noch vor dem Abschaffungsdatum ausgesprochen wurde. Als bislang letzter Verurteilter wurde der 58-jährige Nicholas Sutton am 20. Februar 2020 in Tennessee auf dem elektrischen Stuhl exekutiert.
Die Philippinen verwendeten von 1924 bis 1976 ebenfalls den elektrischen Stuhl.
Andere Länder verzichteten auf die Benutzung des elektrischen Stuhls.

## Funktionsweise

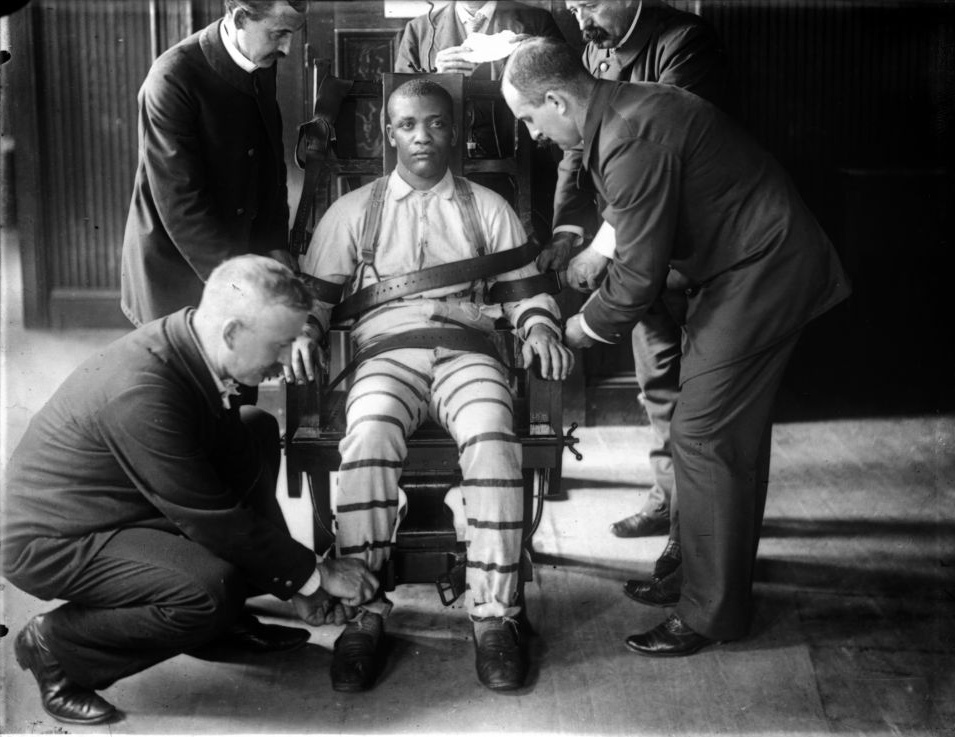
Verurteilter wird mit Ledergurten am Stuhl fixiert (Sing Sing, ca. 1900)

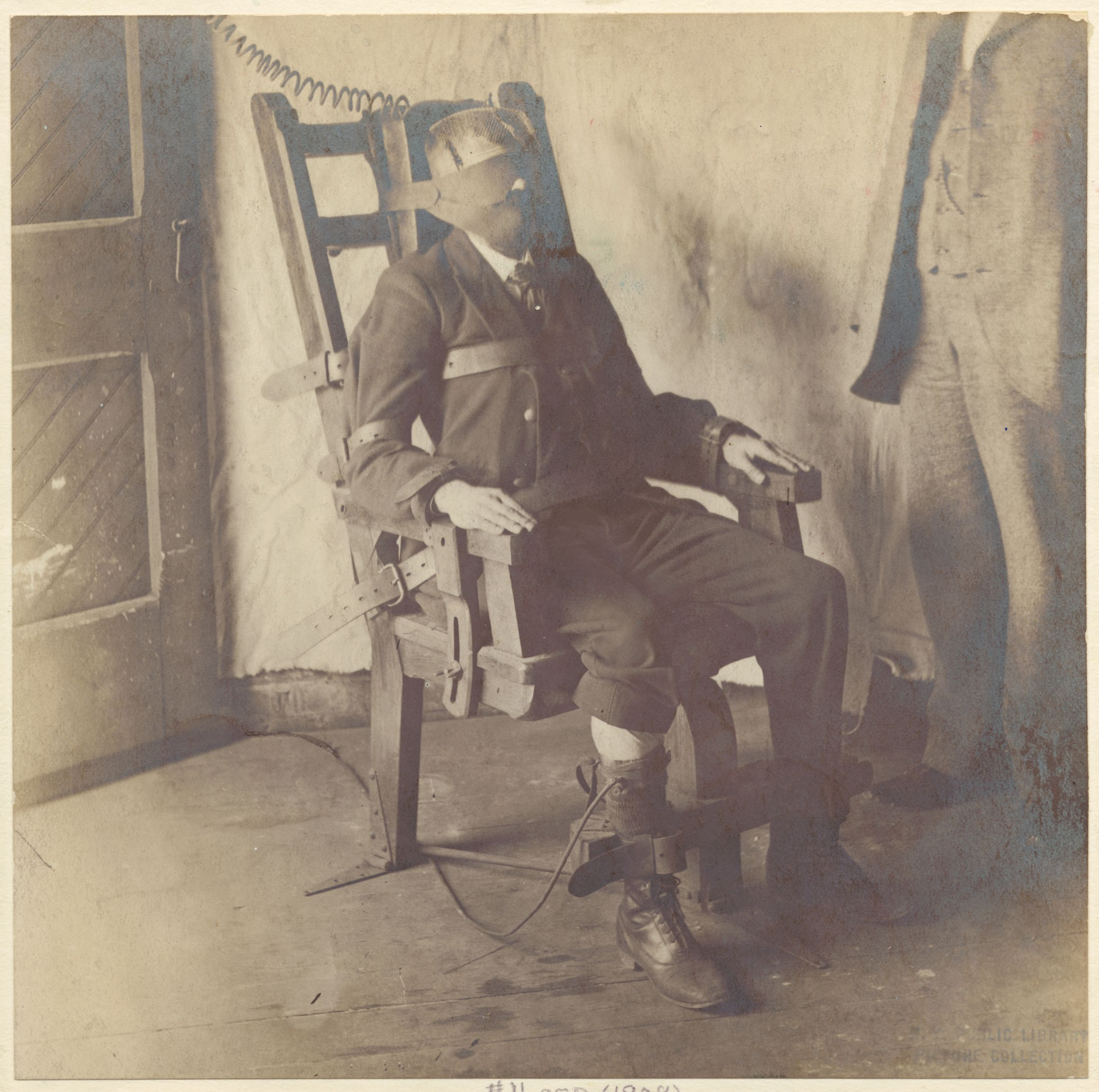
Verurteilter mit angelegten Elektroden (1908)

Der Verurteilte wird mit mehreren breiten Ledergurten am Stuhl fixiert, und es wird ihm eine Elektrode mittels Kinnriemen am kahlgeschorenen Kopf befestigt. Eine weitere Elektrode wird am rasierten Unterschenkel angebracht. Um einen ausreichenden Stromfluss zu gewährleisten, wird zusätzlich jeweils ein mit gesättigter Kochsalzlösung getränkter Naturschwamm zwischen Elektrode und Haut platziert. Anschließend wird der Kopf des Verurteilten mit einem Lederriemen, der das Gesicht vom Kinn bis zu den Augen verdeckt (und manchmal eine Aussparung für die Nase besitzt), am Mittelpfosten der Rückenlehne befestigt. In manchen Bundesstaaten wird zusätzlich eine Kapuze aus schwarzem Stoff über den Kopf des Verurteilten gezogen.
Bei der Exekution werden mehrere Stromstöße angewendet, wobei in den USA jeder Bundesstaat in einem eigenen execution protocol deren Anzahl, Dauer und Stärke festlegt.
- Beispiel Florida: 2,3 kV (9,5 A) für 8 Sekunden, 1 kV (4 A) für 22 Sekunden und noch einmal 2,3 kV (9,5 A) für 8 Sekunden.[10]

- Beispiel Virginia: 1,8 kV (7,5 A) für 30 Sekunden und 240 V (1,5 A) für 60 Sekunden; wird einmal wiederholt.[11]

Sobald der Strom fließt, verkrampfen alle Muskeln, der Körper wird gegen die Gurte geworfen, die Hände klammern sich an die Armlehnen des Stuhls oder ballen sich zu Fäusten, und der Kopf wird (soweit durch die Fixierung möglich) nach hinten überstreckt. Währenddessen defäkieren und urinieren die Verurteilten, manche bluten aus der Nase, speicheln sich ein oder erbrechen Blut. Teilweise wurden die elektrischen Stühle an diese Bedingungen angepasst, in anderen Fällen müssen die Verurteilten Windeln tragen. In manchen Fällen platzen die Augen des Verurteilten aus ihren Höhlen. Nach einer anschließenden Abkühlphase von zumeist fünf Minuten wird der Körper des Verurteilten mit einem Stethoskop auf Herztöne abgehört. Der Tod tritt durch spezielle Organschäden (Atemlähmung und Herzstillstand) ein.
Es gibt zahlreiche Berichte darüber, dass die Körper der Verurteilten zu brennen begannen oder Transformatoren überhitzten, so dass die Exekutionen unterbrochen werden mussten. 1946 versagte die Methode beispielsweise bei Willie Francis, der Berichten zufolge „Take it off! Let me breathe!“ schrie („Nehmt sie ab![die Kapuze]“ „Lasst mich atmen!“). Darauf sollte ein Prozess vor dem US Supreme Court (Francis vs. Resweber) klären, ob Francis nun bereits hingerichtet sei oder nochmals exekutiert werden müsse. Francis verlor den Prozess und wurde ein Jahr später bei seiner zweiten Hinrichtung getötet.
Selbst bei regulär verlaufenden Hinrichtungen können starke Verbrennungen an der Haut auftreten, so dass diese an den Kontaktstellen, zum Teil am Stuhl oder vielmehr an den Elektroden, festbrennt.

## Bezugnahme und Darstellung in Kunst, Film und Musik
- Der US-amerikanische Pop-Art-Künstler Andy Warhol nutzte den elektrischen Stuhl verschiedentlich als Motiv für seine Werke, so auch in der 1963 erstellten Siebdruck-Serie Electric Chair.
- Die australischen Musiker Nick Cave und Mick Harvey schrieben das Lied The Mercy Seat (1988; Vorlage für die Coverversion des US-amerikanischen Country-Sängers Johnny Cash von 2000).
- Der britische Künstler Paul Fryer fertigte 2006 die Wachs-Skulptur Pietà (Jesus auf dem elektrischen Stuhl; während der Karwoche 2009 in der Kathedrale von Gap ausgestellt).[17]
- Die US-amerikanische Thrash-Metal-Band Metallica nimmt in ihrem Lied Ride The Lightning (1984; vom Album Ride the Lightning) Bezug auf den Tod mittels des elektrischen Stuhls. Ebenso die deutsche Band Sodom in ihrem Song Electrocution (1987).
- In dem Musikvideo zu Wake Up Call der Rockgruppe Maroon 5 wird am Schluss angedeutet, wie Frontmann Adam Levine auf einem elektrischen Stuhl hingerichtet wird.
- Ebenfalls ist in dem Musikvideo der Band Motörhead zu dem Titel Killed by Death eine Szene zu sehen, wie Sänger und Bassist Lemmy Kilmister an einem elektrischen Stuhl gefesselt wird, darauf hingerichtet wird und anschließend ein Begräbnis stattfindet.
- In einigen Spielfilmen wie The Green Mile, Ted Bundy, Carolina Skeletons, Sin City und Shocker, werden Hinrichtungen auf dem elektrischen Stuhl, teilweise mit äußerster Brutalität, dargestellt.
- Die Folge Der elektrische Stuhl von X-Factor: Das Unfassbare befasst sich mit der Elektrokution von Unschuldigen.
- Der US-amerikanische Musiker Prince thematisierte in seinem Lied Electric Chair (1989), dass Meinungsfreiheit nicht strafbar sein könne.
- Der US-amerikanische Country-and-Western-Musiker Marty Robbins (1925–1982) beschrieb den Gang zum elektrischen Stuhl und die anschließende Hinrichtung darauf in seiner 1971 erschienenen Ballade The Chair als Erzähler in der ersten Person. (Columbia LP # C 30816 (1971) Titel: TODAY)
- Die deutsche Electro-Band Feindflug thematisiert den Einsatz des elektrischen Stuhls kritisch auf ihren EPs Im Visier (Track 4 Stromtod, Erscheinungsdatum: 1999) und Sterbehilfe (Track 2 Tötungsmaschine Mensch, Erscheinungsdatum: 2000). Da die Band in ihren Alben völlig auf Gesang verzichtet, bedient sie sich verschiedener Sprachsamples.
- In der US-amerikanischen Serie Prison Break wird in der 1. Staffel zweimal der Ablauf der Hinrichtung der fiktiven Figur „Lincoln Burrows“ auf dem elektrischen Stuhl gezeigt.
- Im zweiten DLC des Spiels Call of Duty: Black Ops II (2012) spielt der elektrische Stuhl eine entscheidende Rolle auf der Zombiekarte "Mob of the Dead" – einer Horror-Version der Insel Alcatraz. Hierbei sind die vier kriminellen Hauptfiguren in einer Zeitschleife gefangen, die stets mit ihrem Tod durch die Elektrifizierung als Strafe für ihre Verbrechen endet.
- Das Lied Es ist soweit der deutschen Rockband Böhse Onkelz thematisiert die Situation eines zum Tode Verurteilten, der durch den elektrischen Stuhl sterben soll. Auf dem Cover des gleichnamigen Albums werden im Comic-Stil Bildausschnitte eines elektrischen Stuhls gezeigt.[18]

- Madonna sang mehrmals festgebunden an einem elektrischen Stuhl, wie zum Beispiel im Video zum Song Die another Day oder auf der Re-Invention World Tour beim Song Lament.